# 埃尔丁 (巴伐利亚州)
埃尔丁格是德国巴伐利亚州的一个市镇。总面积54.61平方公里，总人口34795人，其中男性16752人，女性18043人（2011年12月31日），人口密度637人/平方公里。